# 경기도청
경기도청(京畿道廳, Gyeonggi Provincial Government)은 대한민국 경기도의 행정을 총괄하는 지방행정기관이다. 도지사는 차관급 정무직공무원으로, 부지사는 고위공무원단 가등급에 속하는 일반직공무원이나 별정직 1급상당 지방공무원 또는 지방관리관으로 보한다.

## 청사
경기남부(한강 이남)를 관할하는 경기도청(경기도 수원시 영통구 도청로 30)과 경기북부(한강 이북)를 관할하는 경기도청 북부청사(경기도 의정부시 청사로 1)가 있다.
원래 경기도청은 경기도 수원시 팔달구 매산로3가에 있었으나 수원시 영통구 이의동 광교신도시에 신청사가 건설되어 그 곳으로 이전되었다. 2022년 4월 14일부터 5월 29일까지 경기도청 이전작업을 마친 후 5월 30일부터 광교 신청사에서 완전히 새롭게 업무를 시작했다.

## 조직

### 도지사
| 실               | 국               | 담당관·과 |
| ---------------- | ---------------- | --- |
| 대변인           | 대변인           | 언론협력담당관 · 보도기획담당관                                                                                               |
| 홍보기획관       | 홍보기획관       | 정책홍보담당관 · 도민소통담당관                                                                                               |
| 소방재난본부     | 소방재난본부     | 소방행정과 · 화재예방과 · 재난대응과 · 구조구급과 · 소방감사과 · 119종합상황실 · 인사담당관 · 생활안전담당관 · 회계장비담당관 |
| 북부소방재난본부 | 북부소방재난본부 | 소방행정기획과 · 예방과 · 대응과 · 북부119종합상황실                                                                          |

행정1부지사
| 실               | 국               | 담당관 · 과 · 단 |
| ---------------- | ---------------- | --- |
|                  |                  | 인권담당관 |
| 기획조정실       | 정책기획관       | 기획담당관 · 기회전략담당관 · 예산담당관 · 공공기관담당관 · 인구정책담당관 · 법무담당관 · 행정심판담당관                                             |
| 안전관리실       |                  | 안전기획과 · 사회재난과 · 자연재난과 · 안전특별점검단 · 북부안전특별점검단 · 특별사법경찰단                                                          |
| 도시주택실       |                  | 지역정책과 · 공간전략과 · 도시정책과 · 토지정보과 · 주택정책과 · 건축정책과 · 공동주택과 · 노후신도시정비과 · 택지개발과 · 신도시기획과 · 자산개발과 |
| 자치행정국       | 자치행정국       | 총무과 · 자치행정과 · 인사과 · 열린민원실 · 세정과 · 조세정의과 · 회계과 · 자산관리과                                                                |
| 복지국           | 복지국           | 복지정책과 · 복지사업과 · 노인복지과 · 장애인복지과 · 장애인자립지원과                                                                               |
| 보건건강국       | 보건건강국       | 보건의료정책과 · 의료자원과 · 감염병관리과 · 건강증진과 · 응급의료과 · 정신건강과 · 식품안전과                                                       |
| 문화체육관광국   | 문화체육관광국   | 문화정책과 · 종교협력과 · 콘텐츠산업과 · 예술정책과 · 체육진흥과 · 문화유산과 · 관광산업과                                                           |
| 농수산생명과학국 | 농수산생명과학국 | 농업정책과 · 농식품유통과 · 친환경농업과 · 해양수산과 · 친환경급식지원센터                                                                           |
| 미래평생교육국   | 미래평생교육국   | 평생교육과 · 청년기회과 · 청소년과 · 도서관정책과 |
| 여성가족국       | 여성가족국       | 여성정책과 · 가족정책과 · 보육정책과 · 아동돌봄과 · 고용평등과                                                                                       |

행정2부지사
| 실                       | 국                       | 담당관 · 과 · 단                                                                              |
| ------------------------ | ------------------------ | --------------------------------------------------------------------------------------------- |
| 균형발전기획실           | 비상기획관               | 기획예산담당관 · 균형발전담당관 · 행정관리담당관 · 회계담당관 · 군협력담당관 · 비상기획담당관 |
| 경기북부특별자치도추진단 | 경기북부특별자치도추진단 | 총괄기획과 · 특례정책과                                                                       |
| 평화협력국               | 평화협력국               | 평화협력과 · 평화기반조성과 · DMZ정책과                                                       |
| 노동국                   | 노동국                   | 노동정책과 · 노동권익과 · 노동안전과                                                          |
| 이민사회국               | 이민사회국               | 이민사회정책과 · 이민사회지원과                                                               |
| 건설국                   | 건설국                   | 건설정책과 · 건설안전기술과 · 도로정책과 · 도로안전과 · 하천과                                |
| 교통국                   | 교통국                   | 광역교통정책과 · 버스정책과 · 버스관리과 · 택시교통과 · 교통정보과                            |
| 철도항만물류국           | 철도항만물류국           | 철도정책과 · 철도건설과 · 철도운영과 · 물류항만과                                             |
| 축산동물복지국           | 축산동물복지국           | 축산정책과 · 동물방역위생과 · 동물복지과 · 반려동물과                                         |

경제부지사
| 실               | 국               | 담당관 · 과 · 단 |
| ---------------- | ---------------- | --- |
| 경제실           | 경제기획관       | 일자리경제정책과 · 지역금융과 · 공정경제과 · 기업육성과 · 소상공인과 · 산업입지과 · 규제개혁과                                         |
| AI국             | AI국             | AI프런티어사업과 · AI산업육성과 · AI미래행정과 · AI데이터인프라과                                                                      |
| 국제협력국       | 국제협력국       | 국제협력정책과 · 국제통상과 · 투자진흥과                                                                                               |
| 기후환경에너지국 | 기후환경에너지국 | 기후환경정책과 · 기후환경관리과 · 에너지산업과 · 에너지관리과 · 대기환경관리과 · 환경보건안전과 · 자원순환과 · 산림녹지과 · 정원산업과 |
| 미래성장산업국   | 미래성장산업국   | 디지털혁신과 · 벤터스타트업과 · 반도체산업과 · 첨단모빌리티산업과 · 바이오산업과                                                       |
| 사회혁신경제국   | 사회혁신경제국   | 사회혁신기회과 · 베이비부머기회과 · 사회적경제육성과 · 공동제지원과                                                                    |

합의제 행정기관
| 위원회             | 국     | 과                                          |
| ------------------ | ------ | ------------------------------------------- |
| 남부자치경찰위원회 | 사무국 | 남부기획조정과 · 남부자치경찰협력과         |
| 북부자치경찰위원회 | 사무국 | 북부기획조정과 · 북부자치경찰협력과         |
| 감사위원회         |        | 감사총괄과 · 감사1과 · 감사2과 · 계약심사과 |
| 도민권익위원회     |        |                                             |

| - 경기도농업기술원 - 경기도인재개발원 - 경기도보건환경연구원 - 경기도소방학교 - 소방서 - 수원소방서 - 수원남부소방서 - 성남소방서 - 분당소방서 - 고양소방서 - 일산소방서 - 부천소방서 - 안양소방서 - 안산소방서 - 용인소방서 - 용인서부소방서 - 의정부소방서 - 남양주소방서 - 평택소방서 - 송탄소방서 - 광명소방서 - 시흥소방서 - 군포소방서 - 화성소방서 - 파주소방서 - 이천소방서 - 구리소방서 - 김포소방서 - 포천소방서 - 광주소방서 - 안성소방서 - 하남소방서 - 의왕소방서 - 양주소방서 - 오산소방서 - 여주소방서 - 양평소방서 - 동두천소방서 - 과천소방서 - 가평소방서 - 연천소방서 - 경기도특수대응단 - 경기도북부특수대응단 - 경기도국민안전체험관 | - 경기도경제자유구역청 - 중앙협력본부 - 경기도동물위생시험소 - 경기도북부동물위생시험소 - 경기도해양수산자원연구소 - 경기도산림환경연구소 - 경기도수자원본부 - 경기도건설본부 - 경기도여성비전센터 - 경기도종자관리소 - 경기도남한산성세계유산센터 - 경기도축산진흥센터 |

## 산하 자치단체
| - 수원시 - 용인시 - 고양시 - 화성시 - 성남시 - 부천시 - 남양주시 - 안산시 - 평택시 - 안양시 - 시흥시 | - 파주시 - 김포시 - 의정부시 - 광주시 - 하남시 - 광명시 - 군포시 - 양주시 - 오산시 - 이천시 | - 안성시 - 구리시 - 의왕시 - 포천시 - 양평군 - 여주시 - 동두천시 - 과천시 - 가평군 - 연천군 |

## 정원
경기도청에 두는 지방공무원의 정원은 다음과 같다.(경기도의회 의회사무처 및 합의제행정기관 정원 포함, 소방 및 경찰공무원 제외)
「경기도 행정기구 및 정원 조례」(2025.1.20. 시행)
| 총계                    | 총계                        | 4,749명 |
| ----------------------- | --------------------------- | ------- |
| 정무직 계               | 정무직 계                   | 5명     |
|                         | 도지사                      | 1명     |
| 자치경찰위원회 위원장   | 2명                         |         |
| 자치경찰위원회 사무국장 | 2명                         |         |
|                         |                             |         |
| 일반직 계               | 일반직 계                   | 4,347명 |
|                         | 1급 이하 2급 이상           | 6명     |
|                         | 3급 이하 4급 이상           | 219명   |
|                         | 5급 이하                    | 4,114명 |
|                         | 전문경력관                  | 8명     |
|                         |                             |         |
| 별정직 계               | 별정직 계                   | 26명    |
|                         | 1급 상당 이하 2급 상당 이상 | 1명     |
|                         | 3급 상당 이하 4급 상당 이상 | 4명     |
|                         | 5급 상당 이하               | 21명    |
|                         |                             |         |
| 연구직·지도직 계        | 연구직·지도직 계            | 371명   |
|                         | 연구관·지도관               | 84명    |
|                         | 연구사·지도사               | 287명   |

## 재정
2025년 총예산은 전년도에 비해 7.25% 증가한 38조 6,735억 3,923만 4,000원이며, 
구체적인 세입·세출은 경기도청 홈페이지 참고(www.gg.go.kr)

## 사건·사고 및 논란

### 행정부지사 차관급 승격 추진
2010년 1월 18일 경기도청은 1급으로 보하는 본청 행정제1부지사의 직급을 차관급 정무직으로, 국가직 2급인 기획조정실장을 1급으로 상향 조정해줄 것을 건의하기로 했으며, 이와 함께 지방직인 경제투자실장, 도시주택실장, 의회사무처장 등 2급 3자리를 1급으로, 3급 실·국장을 2급으로 조정할 것도 요구하기로 했다. 경기도청이 간부공무원 직급을 상향조정해줄 것을 요구하는 것은 정부 및 서울특별시 등과 정책조정시 도청 공무원들의 직급이 상대적으로 낮아 어려움이 있는 것은 물론 인구와 면적에서 경기도가 서울특별시에 비해 크지만 고위 공무원 정원은 적기 때문이다. 도청 공무원들의 직급 상향 조정을 위해서는 대통령령의 개정이 필요하다.

## 같이 보기
- 경기도
- 경기도지사
- 경기도 부지사
- 경기도의회
- 경기도교육청
- 경기도체육회
- 경기테크노파크
- 경기대진테크노파크